# Congopyrgota hyalipennis
Congopyrgota hyalipennis är en tvåvingeart som beskrevs av Aczel 1959. Congopyrgota hyalipennis ingår i släktet Congopyrgota och familjen Pyrgotidae.
Artens utbredningsområde är Kongo. Inga underarter finns listade i Catalogue of Life.